# Stárkov
Stárkov (německy Starkstadt) je město v okrese Náchod v Královéhradeckém kraji. Historické jádro města je městskou památkovou zónou. Součástí města jsou vesnice Bystré, Horní Dřevíč, Chlívce a Vápenka a celkem ve městě žije 633 obyvatel. Stárkov leží v údolí říčky Dřevíče, nad jejím soutokem s potokem Jívkou, v Broumovském výběžku východních Čech. Do města jezdí autobusové linky z Hronova.

## Historie
První písemná zmínka o Stárkovu pochází z roku 1321 a roku 1528 byl zmíněn jako město. Do roku 1625 patřil ke skalskému panství. Od 23. ledna 2007 byl obci vrácen status města.

## Obyvatelstvo
| Rok            | 1869  | 1880  | 1890  | 1900  | 1910  | 1921  | 1930  | 1950  | 1961  | 1970  | 1980 | 1991 | 2001 | 2011 | 2021 |
| -------------- | ----- | ----- | ----- | ----- | ----- | ----- | ----- | ----- | ----- | ----- | ---- | ---- | ---- | ---- | ---- |
| Počet obyvatel | 3 079 | 2 881 | 2 732 | 2 604 | 2 279 | 2 047 | 1 843 | 1 267 | 1 302 | 1 167 | 976  | 777  | 736  | 628  | 613  |
| Počet domů     | 454   | 467   | 447   | 469   | 461   | 475   | 475   | 438   | 321   | 277   | 239  | 342  | 364  | 366  | 363  |

## Místní části
- Stárkov
- Bystré
- Horní Dřevíč
- Chlívce
- Vápenka

## Společnost

### Spolky
- TJ Sokol Stárkov
- SDH Stárkov (hasiči)
- SDH Bystré (hasiči)
- ČRS, z.s., MO Stárkov (rybáři)
- MS Háj (myslivci)
- OSS (Ostrostřelecký spolek)
- DS Medvěd Stárkov (divadelní soubor)

### Kulturní akce
- Sportovní maškarní karneval
- Čarodějnice (nejvyšší výška hranice byla 6,2 m)
- Katovská třicítka (turistický pochod)
- Stárkovská pouť
- Rybářské závody

## Pamětihodnosti
- Zámek Stárkov[9]
- Terénní pozůstatky hradu Bystrý ze třináctého století na Zámeckém kopci[10]
- Kostel svatého Josefa[11]
- Kaplička svatého Jana Nepomuckého
- Křížová cesta
- Sousoší Kalvárie
- Sloup se sochou Panny Marie na náměstí
- Roubená barokní fara (17. století), údajně se jedná o nejstarší světskou stavbu ve východních Čechách.[12]
- Radnice (z roku 1854)[13]

## Fotogalerie

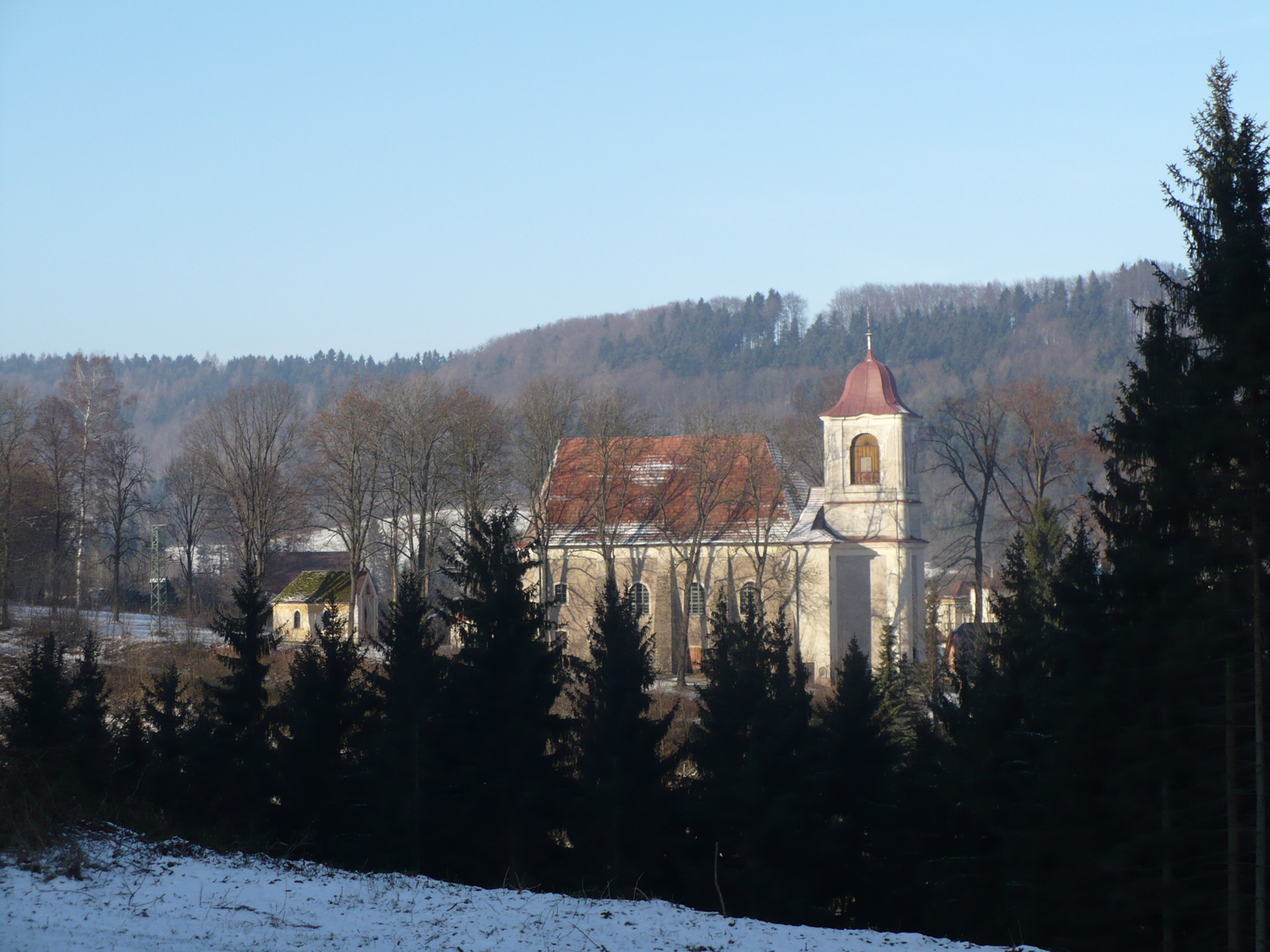
Kostel svatého Josefa Pěstouna
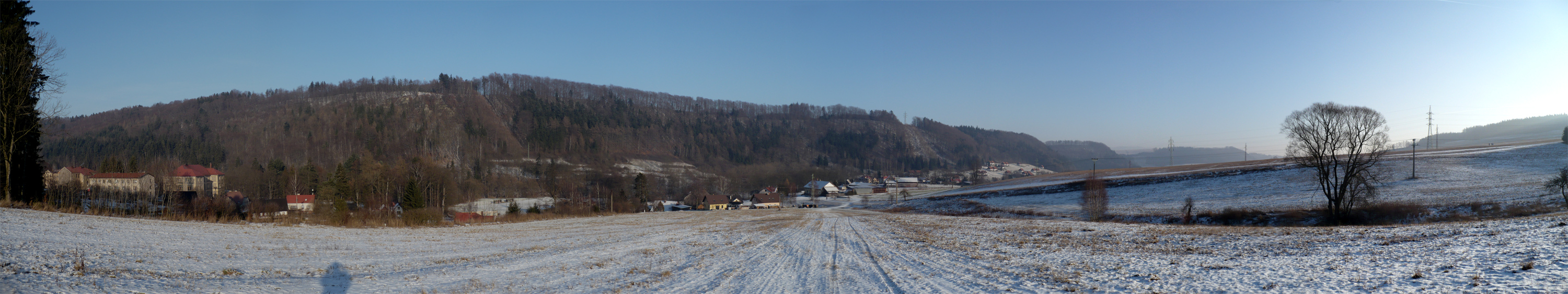
Panoramatický pohled na jižní část města
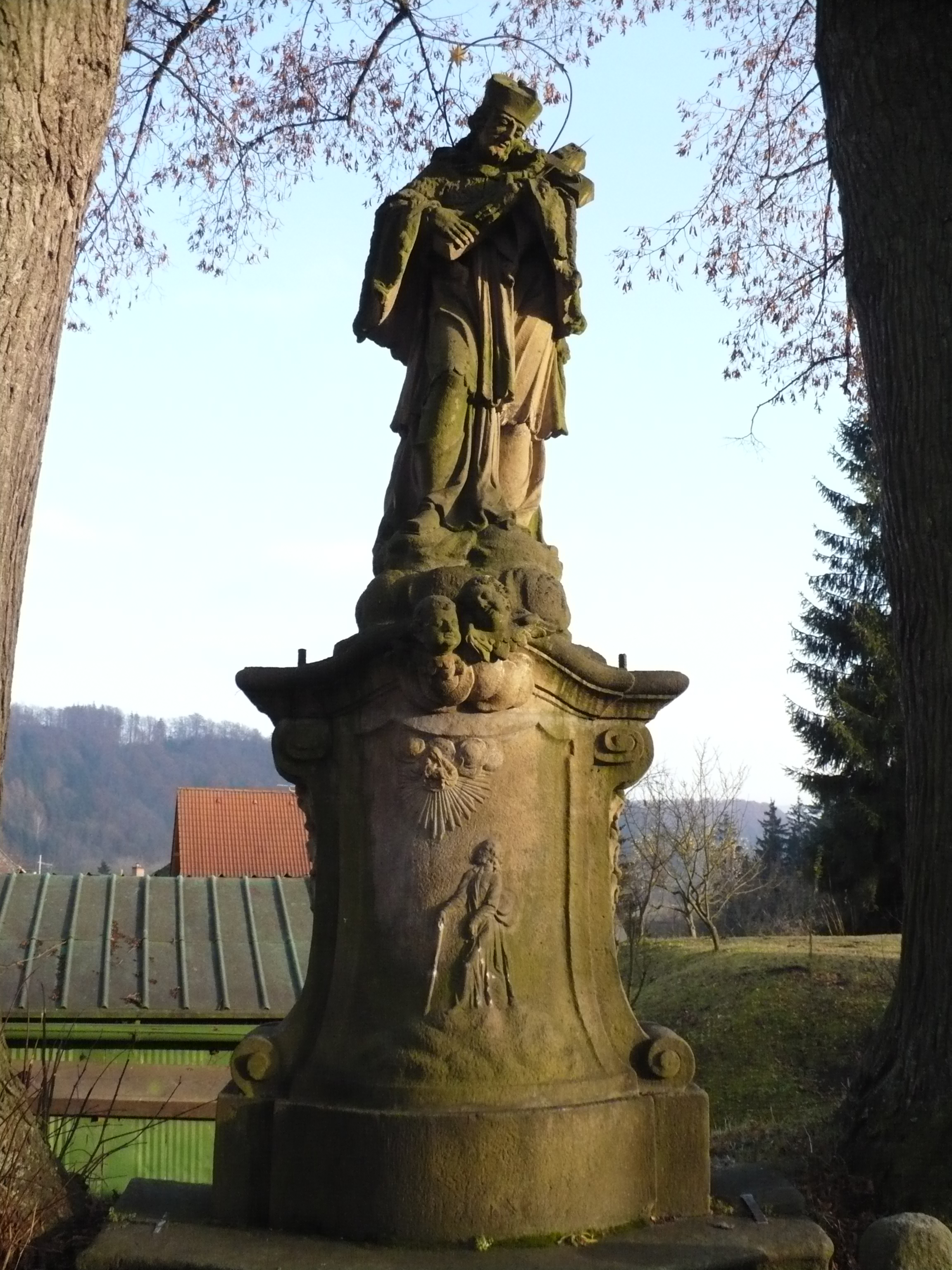
Socha svatého Jana Nepomuckého
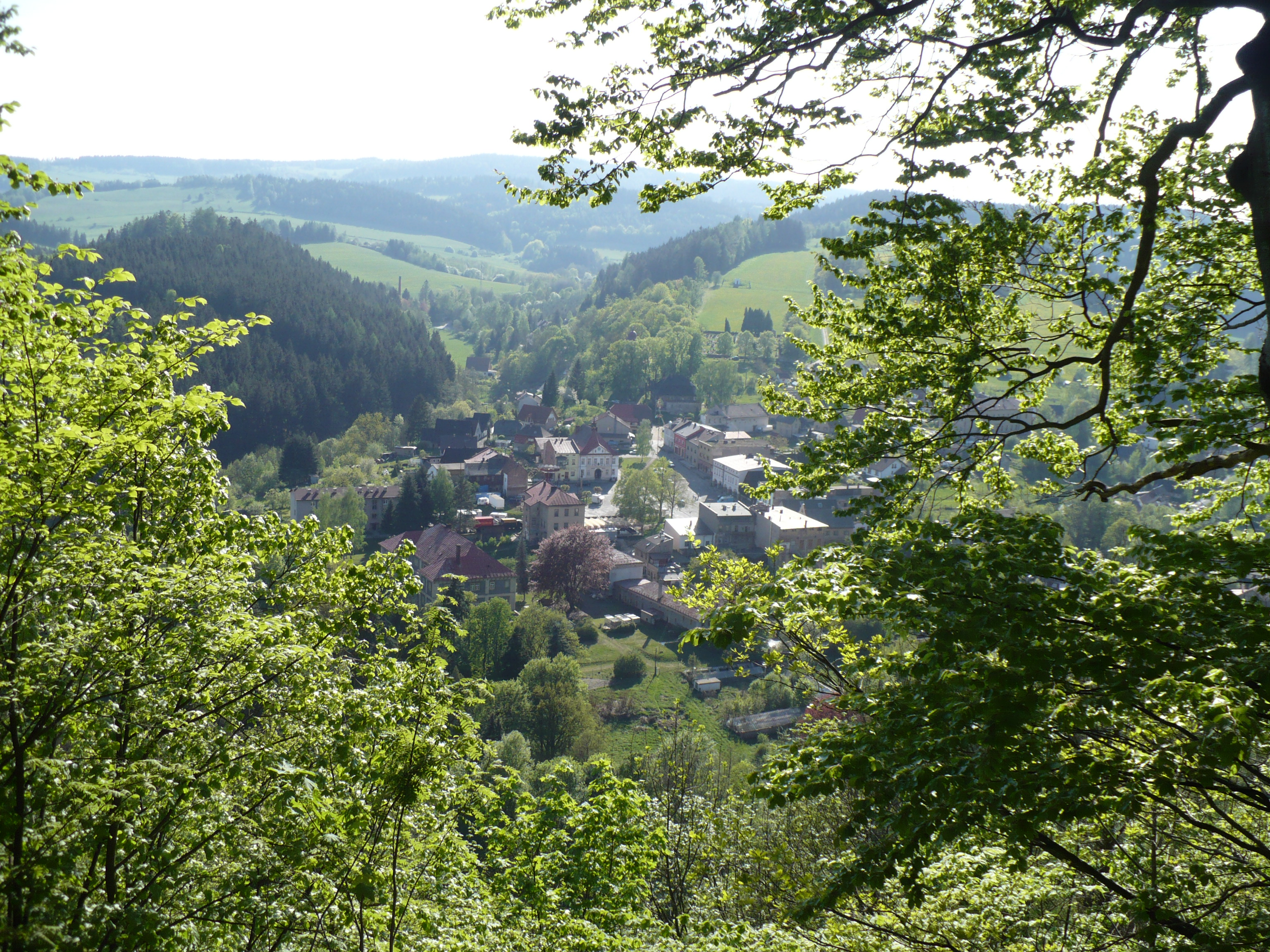
Pohled z Vysokého kamene
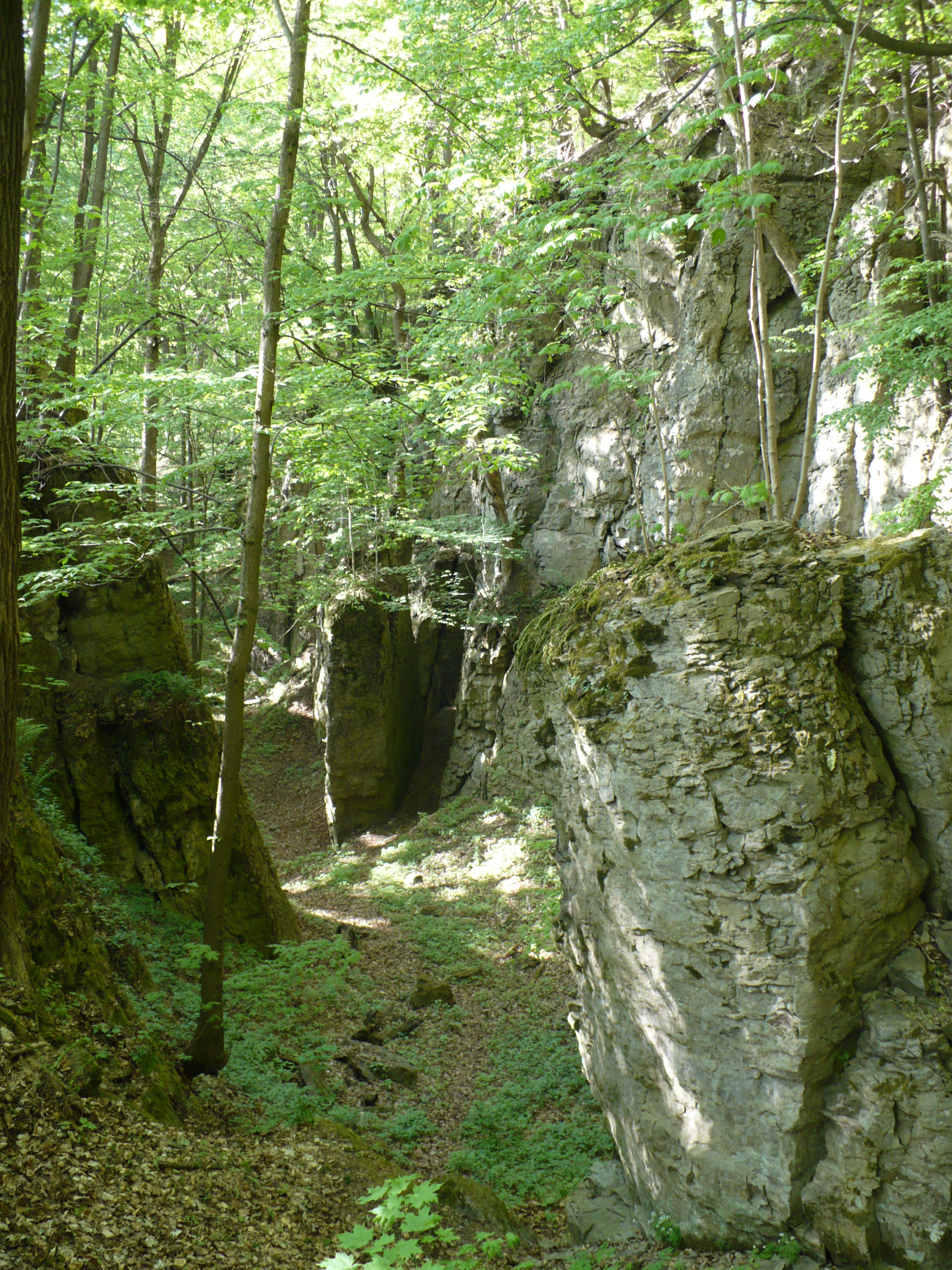
Skalní rozsedlina u Vysokého kamene (tzv. Trpasličí rokle)
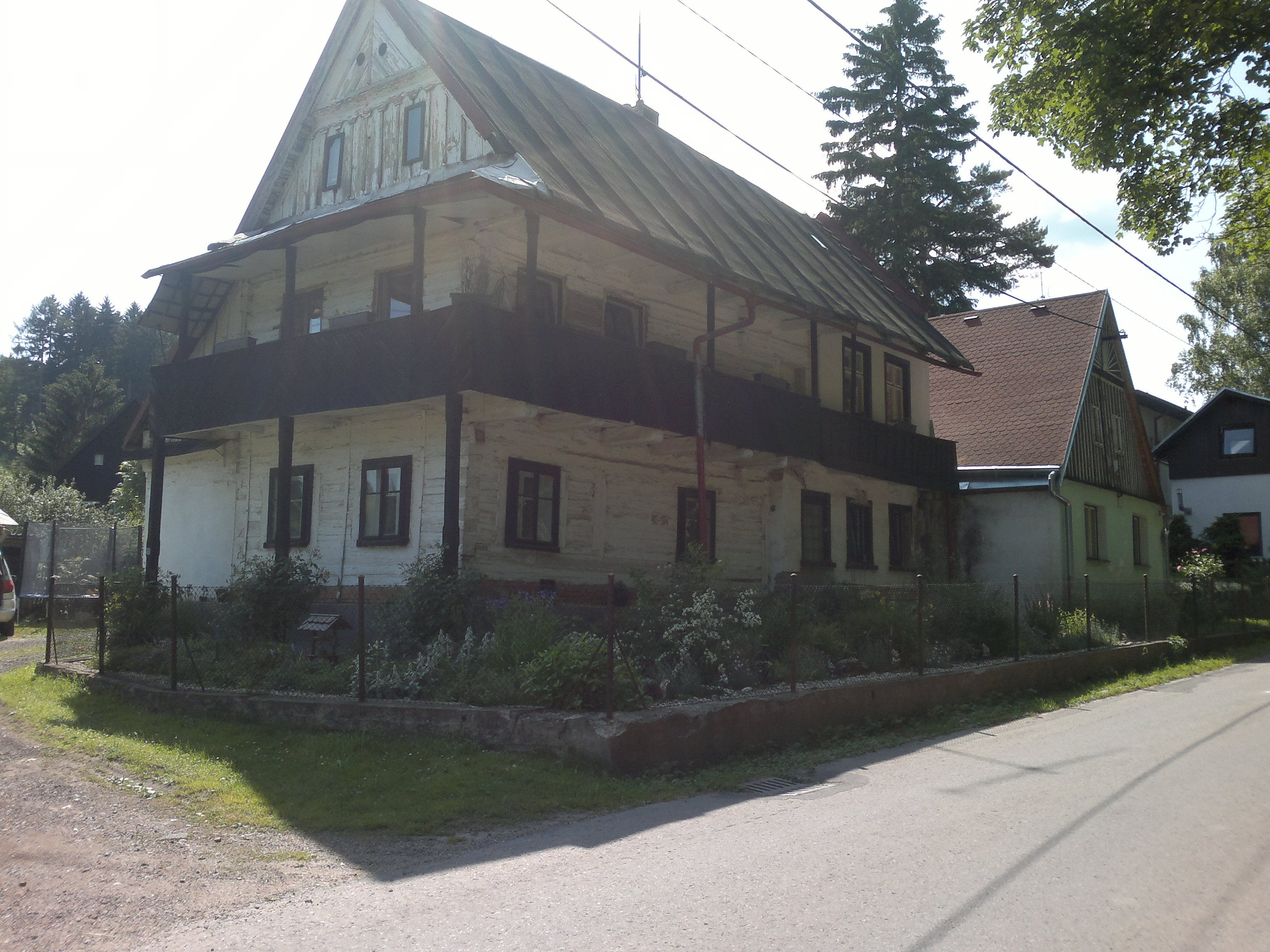
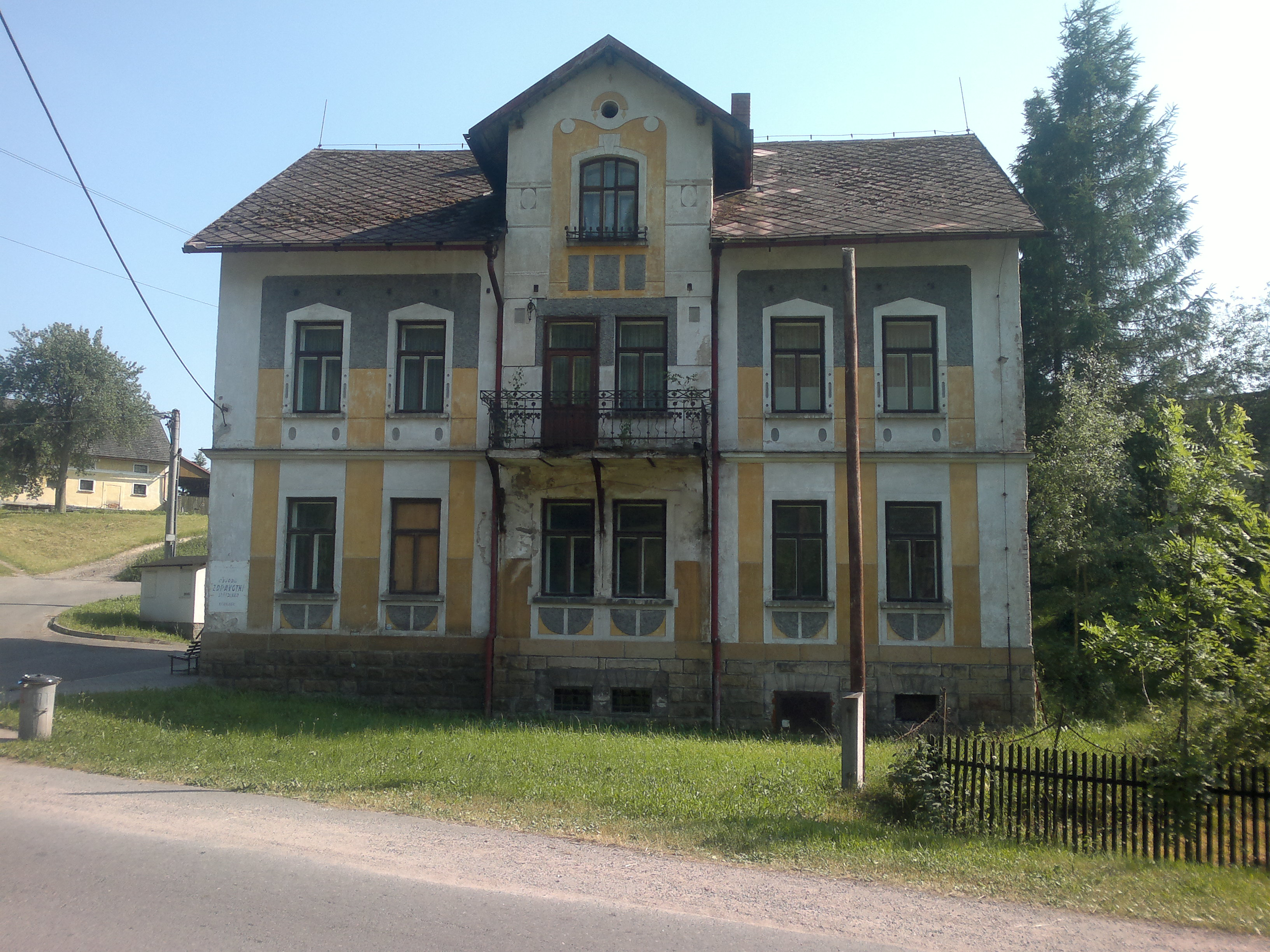
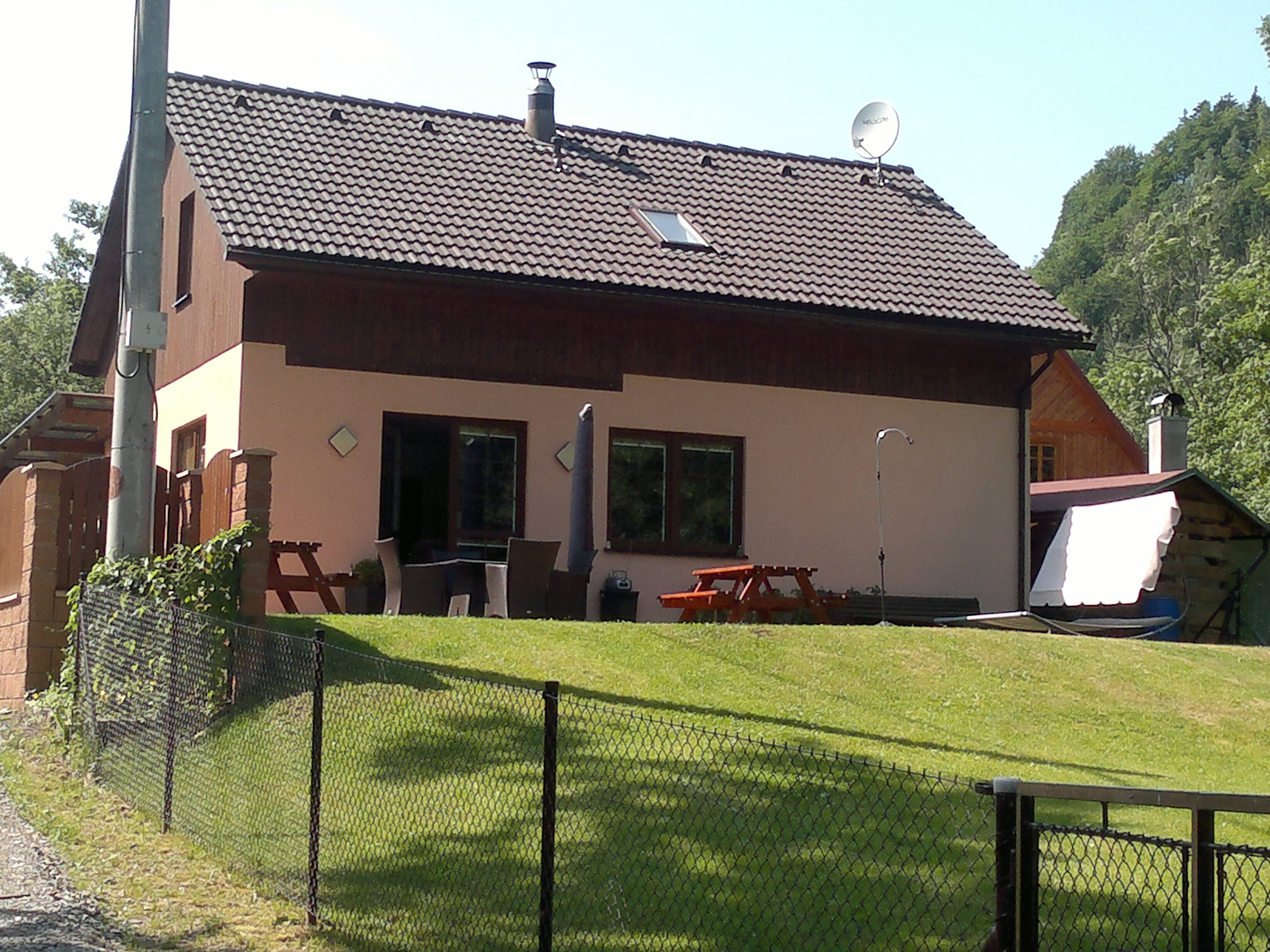
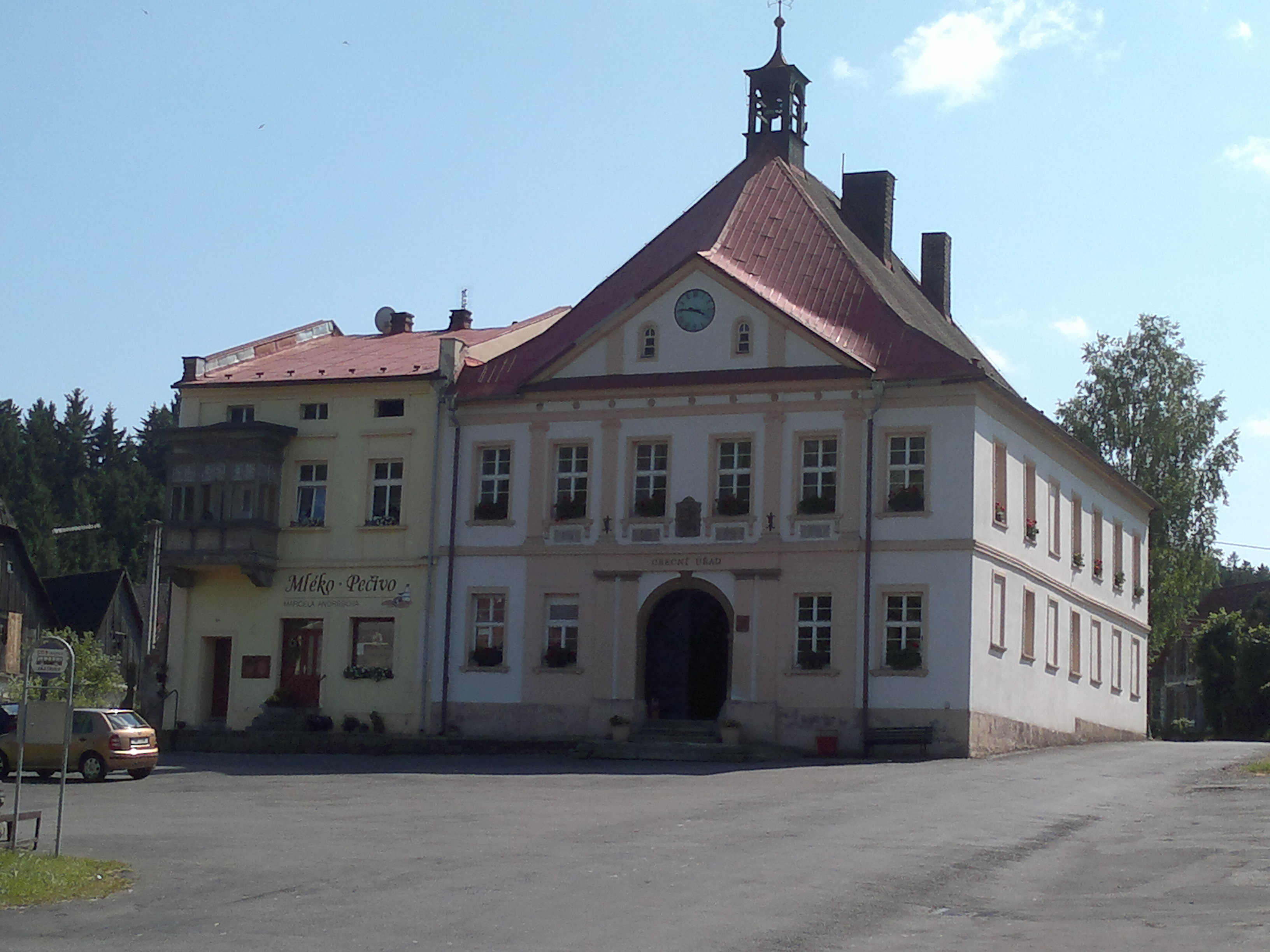
Stárkovská radnice
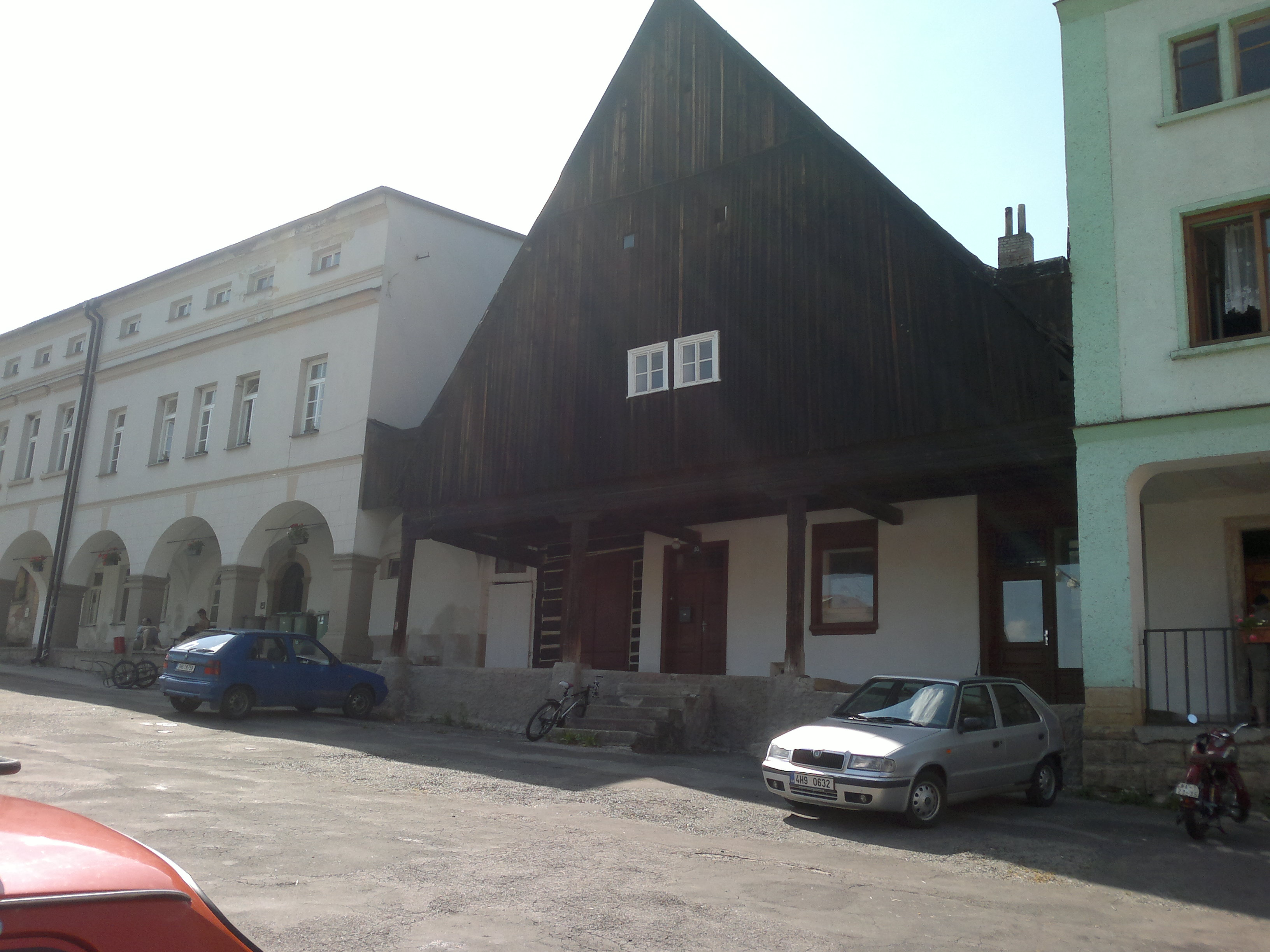